# Empire of the Sun
Cet article concerne le groupe musical. Pour le film, voir Empire du soleil.
Empire of the Sun est un groupe de synthpop australien. Il est formé en 2007 et composé de Luke Steele et Nick Littlemore (en).

## Biographie

### Formation
Luke Steele et Nick Littlemore se rencontrent en 2000 lors d’une réunion organisée par l’agent de Steele dans un bar à Sydney. Ils sont alors tous les deux chez le label EMI et chacun travaillait sur son propre projet musical. Ils se lient d’amitié et décident de travailler ensemble à l’écriture de morceaux.

### Retour
Après 8 ans d'absence complète à cause de conflits pour argent[Quoi ?], le groupe Australien décida de finalement revenir le 5 avril 2024 avec un nouveau single inédit intitulé Changes. Ce morceau est également le début de ce qui semble être une nouvelle ère pour les deux chanteurs.

### Walking on a Dream
Après plusieurs mois de travail en studio, Littlemore et Steele publient leur premier album intitulé Walking on a Dream le 4 octobre 2008. De cet album, six morceaux sont disponibles en écoute sur leur page Myspace.
L’album démarre à la 8e place de l’Australian ARIA Singles Chart. Le premier morceau intitulé Walking on a Dream est diffusé par les radios australiennes et monte à la 10e place du classement. Le deuxième morceau We Are the People, sera lui classé 24e aux ARIA Charts. Le 3e morceau Standing on the Shore est lui diffusé sur iTunes. Le 4e et dernier single extrait de l'album est Without You, publié dans une nouvelle version. L’album a reçu un accueil critique mitigé, obtenant un score de 60 sur 100 sur l’agrégateur de critiques Metacritic.

### Ice on the Dune
Le 11 mars 2013, le groupe annonce leur deuxième album intitulé Ice on the Dune, dirigé par JD Dillard, et confirme sa sortie pour juin 2013. Le premier single, Alive, sort le 16 avril 2013 et, le même jour, l'album est disponible en pré-commande sur iTunes. Le single rencontre un succès modéré en Australie et en Europe. Ice on the Dune sort le 14 juin 2013 en Australie et en Nouvelle-Zélande. Steele décrira plus tard le manque de succès de l'album dans le cadre de leur progression en tant que groupe.
Alive est utilisé dans la vidéo d'introduction pour Google I / O 2013. Il est également joué dans la vidéo du nouveau logo Yahoo!, le 5 septembre 2013. Il apparaît également dans le générique de fin du film Paranoia et est présent dans le film Dumb and Dumber De. Alive est aussi présente sur la bande originale du jeu d'Electronic Arts, FIFA 14.  La chanson High and Low est aussi présente dans le jeu FIFA 17.
La chanson On Our Way Home est utilisée dans la campagne publicitaire faisant la promotion des Citroën DS4 Crossback Moondust et DS3 Inès de La Fressange. Au lancement de cette campagne, le titre est exclusivement accessible aux propriétaires de ces véhicules et disposant de l'application mobile The Hidden Track développée pour l'occasion. La chanson Alive est utilisée et est présente sur la bande originale du film Paranoia de Robert Luketic.
La chanson Half Mast est utilisée en France[Quand ?] dans une publicité pour la marque de thé Twinings Fresh. La chanson Walking on a Dream est utilisée[Quand ?] dans la publicité pour les voitures hybrides de Toyota et dans la bande originale de Bon à tirer (B.A.T.). Elle est également utilisée dans la publicité du site de vente en ligne eBay, et fait partie de la bande originale du jeu Forza Horizon sur Xbox 360.

## Discographie

### Singles
- 2008 : Walking on a Dream
- 2008 : We Are the People
- 2009 : Standing on the Shore
- 2009 : Without You
- 2010 : Half Mast (Slight Return)
- 2013 : Alive
- 2014 : DNA
- 2017 : On Our Way Home
- 2019 : Chrysalis
- 2023 : AEIOU (Featuring Pnau)
- 2024 : Changes
- 2024 : Music On The Radio
- 2024 : Cherry Blossom